# Pintures murals del vestíbul de la Casa Milà
La presència més rellevant de les pintures murals a la casa Milà es troba als vestíbuls i a les parets de l'escala noble. Els dos vestíbuls estan íntegrament policromats a l'oli sobre superfície de guix, mostrant un repertori molt eclèctic de referències mitològiques i florals. Van ser realitzades conjuntament per Iu Pascual, Alexandre Clapés i Xavier Nogués. Estan datades entre els anys 1909 i 1912.

## Emplaçament
Una de les innovacions de la casa Milà és l'emplaçament de les cavallerisses al soterrani de l'edifici, una idea que el seu arquitecte, Antoni Gaudí, ja havia plantejat al palau Güell. El fet que la Pedrera tingués una major superfície li va permetre atorgar a les rampes descendents una major amplitud, cosa que facilitava l'accés dels cavalls i carruatges, i també dels automòbils, l'ús dels quals en aquell moment es començava a generalitzar a Barcelona. Aquests haurien de travessar en el seu camí els dos grans patis interiors que conformen l'estructura de l'edifici. En estudiar els accessos a l'edifici, és interessant assenyalar la idea que Gaudí tenia de crear una arquitectura dinàmica i fluida, de ritmes seqüencials. Per a ell, els recintes dels patis interiors tenen una importància fonamental. No són buits mancats d'arquitectura en absolut, sinó que constitueixen una part essencial d'aquesta. El ple i el buit en qualsevol edifici del cèlebre arquitecte modernista, i especialment en aquest, formen una unitat indissociable, i és per això que Gaudí els tracta amb la mateixa cura en la seva morfologia, textura i color, i en la interrelació dels diferents elements que hi intervenen (balcons, tribunes, baranes).
Amb aquestes zones de transició, Gaudí també va trencar amb els models propis de les cases de l'Eixample, que marcaven una gran distància entre l'interior i l'exterior, i va aconseguir establir una harmoniosa comunicació entre el carrer, els grans accessos a l'edifici i els seus patis centrals. És com si la façana es perllongués fins a l'interior de l'immoble, o com si aquest s'estengués cap a fora. Gaudí procura no trencar en cap moment la comunicació física o visual, i els grans portals de ferro forjat i vidre situats als accessos ens ho constaten. A través de les suggeridores formes alveolars que configuren el trencadís de vidres transparents, es tallen els corrents d'aire i es convida a entrar a l'edifici, com si es tractés d'un paisatge natural.

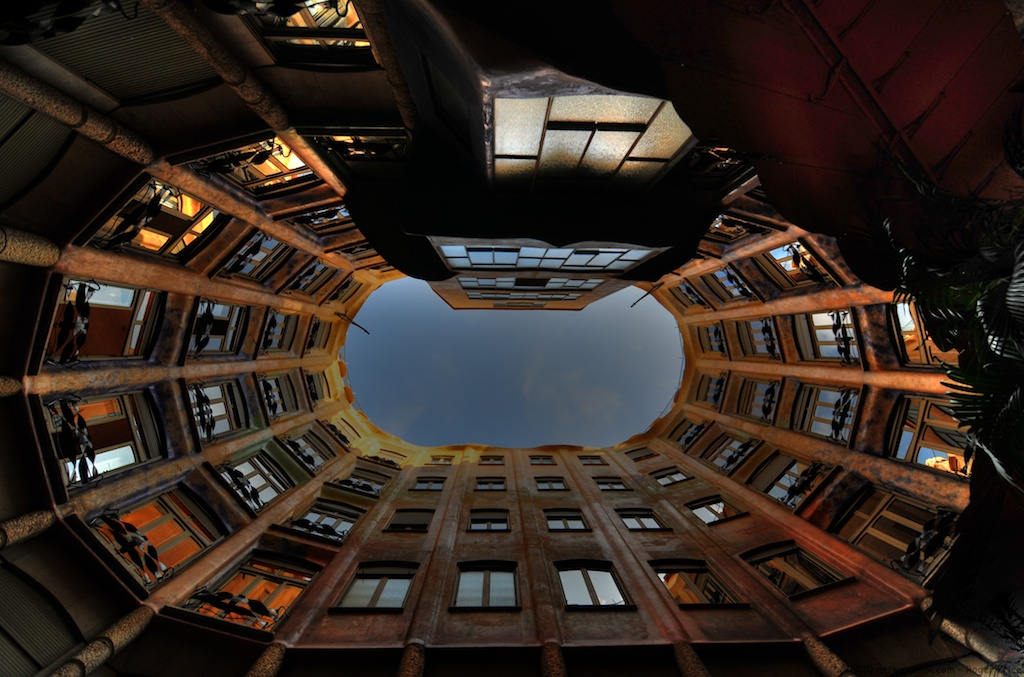
Pati interior de la casa Milà

Així, veiem com la concepció de l'edifici genera uns espais arquitectònics que es converteixen en els eixos al voltant dels quals es disposa la resta dels elements constructius, una idea que Gaudí va iniciar a la casa Batlló, on el pati central és el nucli de comunicacions i d'il·luminació. En el cas de la Pedrera, si analitzem la part construïda, veiem que els seus setanta-quatre pilars són els eixos rectors de l'edifici. En canvi, si observem la part no construïda, veurem que són els mateixos patis els que actuen d'eixos articuladors de l'espai. Tot i això, en ambdós casos, el diàleg entre estructura i forma és decisiu.
Igual que en la resta de parts de la Pedrera, els patis tenen una dimensió màgica, accentuada per la integració que Gaudí fa de la llum, la decoració, el color i les formes. Mirar l'interior dels patis des del terra cap a baix, o mirar-los des de la coberta cap a dalt és una experiència suggeridora que ens permet entendre que Gaudí concebia l'arquitectura d'una manera tridimensional i no sols des del punt de vista exterior. Per aquest motiu, les fotografies preses al nivell del carrer són tan interessants com les que es fan des de la part alta dels edificis contigus o les vistes aèries.
Alguns entenen la Pedrera com un espai-gruta o espai-caverna, però aquesta potser és una interpretació excessivament mitològica o arcaica de l'estructura, i el seu fonament és dubtós. No es poden confondre els espais penetrables, marcats per una ordenada lògica constructiva, amb una gruta de circulació caòtica, resultat d'uns atzarosos moviments geològics de la terra. És evident que en la genial obra de Gaudí hi ha un sentit del misteri, però aquest no té res a veure amb allò enigmàtic, obscur o incomprensible, sinó més aviat està relacionat amb l'essència de l'obra d'art.
La lògica gaudiniana ens permet entendre els patis com uns cilindres interiors que van del sostre a terra, on va situar la zona de maniobra de la cotxera i les diferents places per a estacionar els vehicles, que entraven pels dos accessos de l'edifici i que conflueixen a la rampa central descendent. Amb aquesta solució, veiem com Gaudí economitza i racionalitza al màxim els espais, alhora que els interrelaciona d'una manera molt fluida.
El terra dels patis se sosté sobre uns lleugers pilars de ferro colat. En el cas del pati el·líptic del carrer Provença, les bigues i jàsseres segueixen una disposició tradicional. En el pati cilíndric de passeig de Gràcia, Gaudí aplica una de les seves solucions més enginyoses: utilitza una original estructura metàl·lica formada per dues jàsseres cilíndriques i concèntriques, tensades per unes bigues radials que en la part exterior procedeixen d'un mateix punt i que en cilindre central es lliuren en la part alta i baixa de la jàssera corbada. D'aquesta manera treballen en tensió i comprensió i traven, en una sola peça, una estructura de vuitanta centímetres d'alt, capaç de suportar una superfície de dotze metres de diàmetre (el pati cilíndric), que és a més una de les peces més boniques de la Pedrera.

## Composició

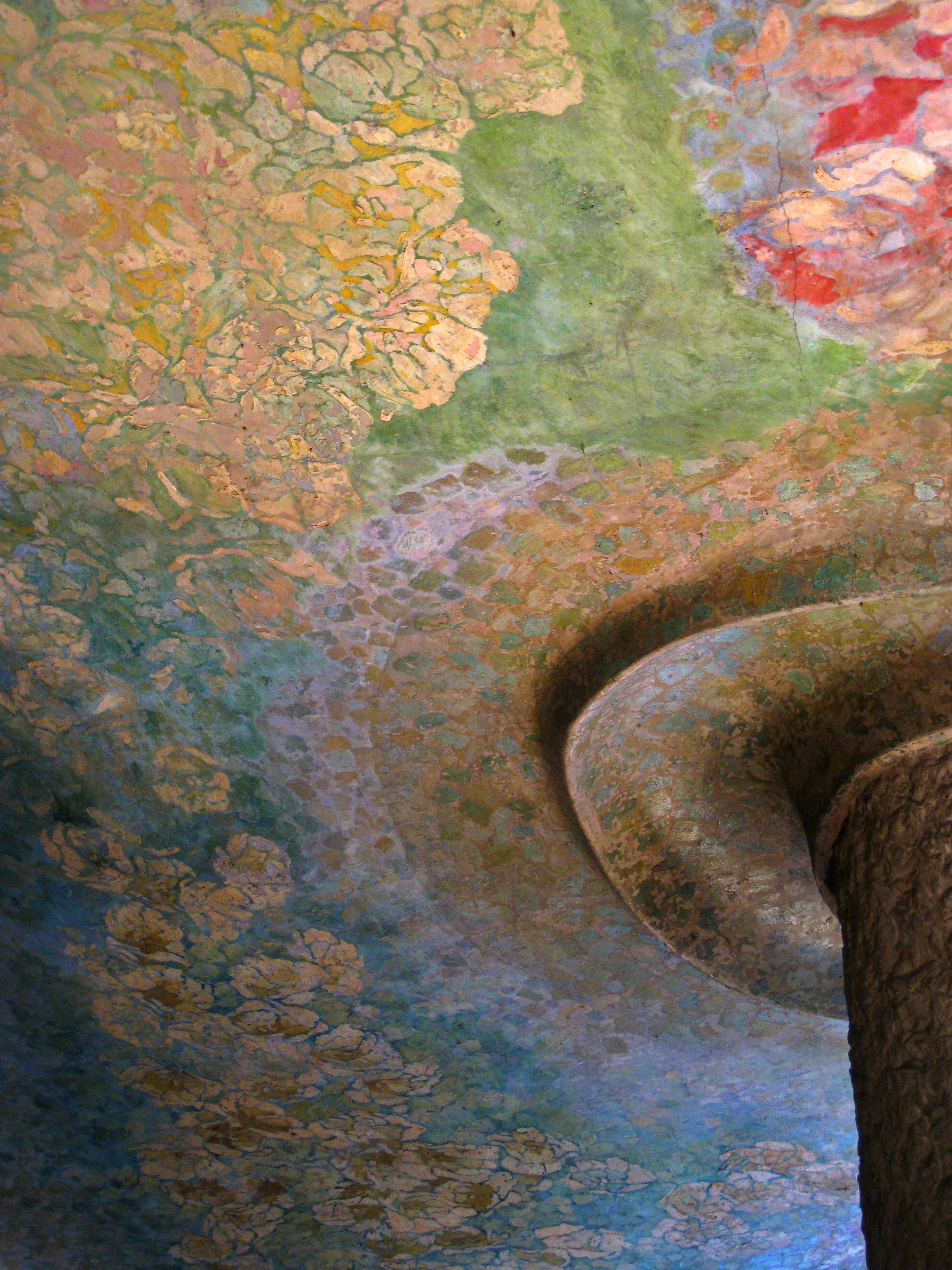
Detalls florals

Les pintures dels patis interiors mostren un cert aire "jujolià" degut a l'audàcia dels seus colors i a la llibertat de les formes, que als vestíbuls tenen un paper essencialment ornamental dins una línia academicista, sense cap innovació, ja que Gaudí només els atorgava, al nostre entendre, un valor decoratiu que intensificarà l'atmosfera, l'ambient lumínic i cromàtic d'aquestes estances.
Aquests murals són obra del pintor Aleix Clapés, i s'inspiren en uns tapissos del segle xvi, de tema mitològic, que es troben al palau Reial de Madrid. Alguns fragments de les parets del pati del carrer Provença, que apareixen pintats al fresc, s'atribueixen al pintor Xavier Nogués, també col·laborador de Gaudí en la realització de les maquetes. Pel que fa a les parets de l'escala de servei, aquestes van ser pintades a l'estuc, verd en la part superior i d'un ocre fosc a la part baixa (que actua d'arrambador i queda delimitat per una línia ondulant), pel pintor industrial Lluís Morell.
Les interpretacions respecte del paper que exerceixen les pintures dels vestíbuls són molt diverses, algunes suscitades pels qui no participen del grau d'innovació que caracteritza l'edifici. Alguns estudiosos creuen que Gaudí va deixar via lliure a Clapés, i d'altres defensen que van ser realitzades en els moments més problemàtics de la relació entre l'arquitecte i els comitents; fins i tot, hi ha qui creu que la primera idea de Gaudí era utilitzar en aquesta part de l'edifici el trencadís, ja que el trobem simulat pictòricament en determinades zones.

## Iconografia
Una investigació realitzada per Josep Maria Carandell va desvelar l'origen iconogràfic de la decoració interior de l'edifici. El seu article publicat al número de desembre de 1995 a la revista Nexus, editada per la Fundació Caixa de Catalunya, confirma que les pintures estan inspirades en diversos tapissos de Brussel·les que pertanyen a la col·lecció del Patrimonio Nacional conservades al palau Reial de Madrid.
Les pintures del vestíbul del passeig de Gràcia reprodueixen les escenes mítiques de Les metamorfosis d'Ovidi dels tapissos de Brussel·les. El conjunt forma tres sèries i els cartons originals són atribuïts a Cornelisz Vermeyen; la resta tenen la marca del teixidor Wezeler i de Pannemaker. La sèrie Prínceps va ser adquirida a Anvers per Carles I.
Els murals del sostre del vestíbul del carrer Provença coincideixen amb la sèrie 14a dels tapissos de Brussel·les, que mostren l'escena de La fundació de Roma, els cartrons dels quals han estat atribuïts a Bernard van Orley i van ser adquirits per Felip II. Representen l'Entronització de Ròmul a Roma. Carandell indica que a l'escala que puja a l'entresòl i a l'escala de veïns, tot al vestíbul de Provença, els tapissos copiats pertanyen als Pecats capitals, atribuït a Coek van Aelst. Es representen aquí La ira i La gola. Carandell opina que l'autor d'aquestes còpies ha de ser el mateix que va pintar els decorats del passeig de Gràcia. També manté la teoria que Gaudí va simbolitzar a la Pedrera la idea de la metamorfosi, culminada com un acte sacramental.
Joan Bassegoda i Nonell, director de la càtedra Gaudí, dissentia d'aquesta interpretació a la mateixa revista. Afirma no creure que Gaudí intervingués en absolut en l'elecció dels motius pintats per Iu Pascual. La decoració del vestíbul degué fer-se, segons Bassegoda, al final de les obres, és a dir, quan Pere Milà ja s'havia barallat amb Antoni Gaudí. Aquella discussió s'originà quan la família Milà van negar-se que Gaudí col·loqués una Verge Maria al capdamunt de la façana de l'edifici. Els propietaris ho van argumentar amb la por que sentien pels successos de la Setmana Tràgica, tot i que, passats dos anys, la situació ja s'havia tranquil·litzat.

## Color
L'obra de Gaudí té, en general, un component policrom força accentuat. L'arquitecte sovint manifesta que s'han d'incorporar els colors de la natura a l'arquitectura, però curiosament, la Pedrera és la seva obra més monocroma: predominen els colors subtils, del blanc al gris, amb matisos groguencs i marrons, amb l'única excepció dels patis interiors. El color de la pedra, el marbre i les rajoles de ceràmica mantenen una unitat grisenca, expressament neutra, que concentra tota la força expressiva en el volum, els relleus i les taques de color negre de les reixes. Gaudí jugava amb les tonalitats, amb el contrast entre materials brillants i mates, les llums i les ombres, però no amb cromatismes forts, ja que la importància de la superfície de la façana és tan gran que es pot permetre prescindir del color.

## Restauracions
Entre els anys 1991 i 1993 es va dur a terme la restauració de les pintures murals dels dos vestíbuls d'accés, tasca executada per un equip d'expertes restauradores dirigides per Maria Antonia Heredero, doctora en Belles Arts, a partir d'un informe inicial de Giancarlo Colalucci, cap de restauració dels museus Vaticans i responsable de la restauració de la capella Sixtina. El mateix equip començà el 1994 la restauració de les pintures policromes dels dos grans patis interiors, tasca que finalitzà l'any 1996.
Les pintures dels patis es trobaven força més malmeses que les dels vestíbuls, per la seva exposició directa davant les inclemències meteorològiques (a causa principalment a l'acció de l'aigua de la pluja). Aquesta acció va ser més manifesta i nociva a partir del 1955, any en què es va canviar el sistema de recollida d'aigües pluvials eliminant els embornals de la cornisa dels patis, i col·locant unes gàrgoles, el desguàs directe de les quals estava sobre els pilars, i que van fer desaparèixer part de les pintures per complet. També com a causes de la degradació de les pintures es pot apuntar l'òxid dels diversos elements metàl·lics presents als patis, la pol·lució de l'atmosfera i les reparacions efectuades en l'estuc de base original amb morters de ciment. Així es trobaren sals solubles, embossaments de la capa pictòrica, brutícia, pèrdua de les pintures per addicció de ciment, etc.
Al pati del carrer Provença quedaven restes de pintures policromades, a partir del primer pis, i que desapareixien a l'alçada de la quarta planta. El pati d'entrada pel passeig de Gràcia és més ric en ornamentació pictòrica floral i les pintures es conserven principalment en els dos primers pisos, i menys en el tercer. En el procés de restauració, es va recuperar la base perduda en algunes zones de l'estuc de calç, de color ocre. Van salvar-se les restes de pintura trobades, netejant-les i fixant-les, restituint els motius florals només on era possible, deixant per una altra etapa el fet de contemplar la decoració perduda on la imatge cromàtica estigui menys perduda i llunyana, i l'espectador pugui entendre millor la idea compositiva i de color de les pintures. Al respecte, existeix una proposta de recuperació formal i cromàtica de les pintures, realitzada per la historiadora de l'art Raquel Lacuesta, materialitzada en uns dibuixos efectuats per Jordi Soldevila, llicenciat en Belles Arts, a partir de l'anàlisi química de les restes existents. Aquesta proposta avança idees de la possible composició cromàtica, en completar la pintura dels paraments.
La Fundació CatalunyaCaixa va iniciar la segona restauració de les pintures murals. Aquesta restauració es realitza en el marc de les activitats previstes per a la celebració del centenari de l'edifici i refermant una de les missions principals de la Fundació, com és la conservació del patrimoni, l'any 2012. L'empresa encarregada de l'execució d'aquesta restauració és Àgora, Restauració d'Obres d'Art i Conjunts Artístics. L'acció es concretà en la neteja, consolidació i fixació de la capa de policromia descohesionada i l'eliminació de les eflorescències salines.